# Volkswagen Lamando
Volkswagen Lamando — компактный автомобиль, разработанный и выпускаемый компанией Volkswagen Group с ноября 2014 года.

## Первое поколение (2014—2022)
Автомобиль Volkswagen Lamando первого поколения оснащён бензиновым двигателем внутреннего сгорания объёмом 1,4 литра, мощностью 148 л. с. и крутящим моментом 250 Н*м. Трансмиссия — 7-ступенчатая DSG.
Разгон от 0 до 100 км/ч занимает 8,5 секунд, максимальная скорость — 210 км/ч.
Впереди установлена подвеска Макферсон.
Начиная с 2018 года, автомобиль экспортируется на Филиппины.
С апреля 2016 года производится также спортивный автомобиль Volkswagen Lamando GTS.

## Второе поколение (2022—настоящее время)
Современная версия Volkswagen Lamando производится с января 2022 года под названием Volkswagen Lamando L. Дизайн взят от модели Volkswagen Golf 8 поколения.

## Галерея

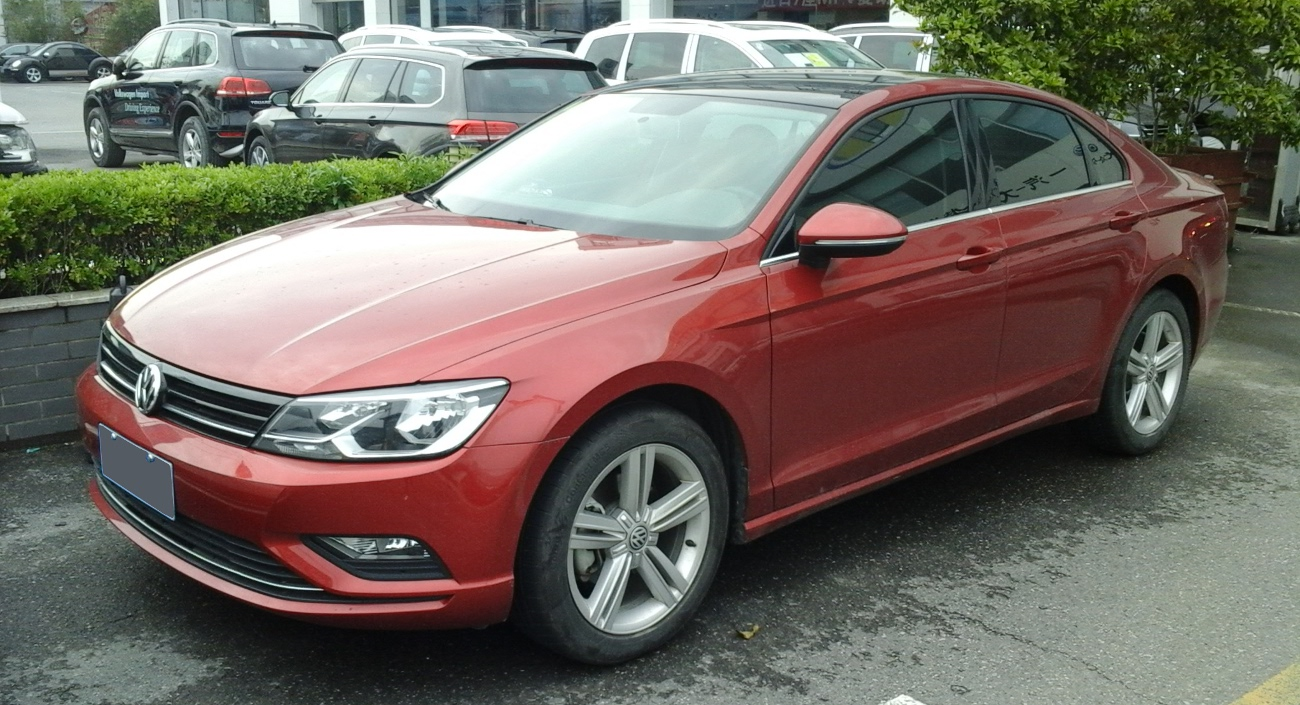
Volkswagen Lamando первого поколения (вид спереди)
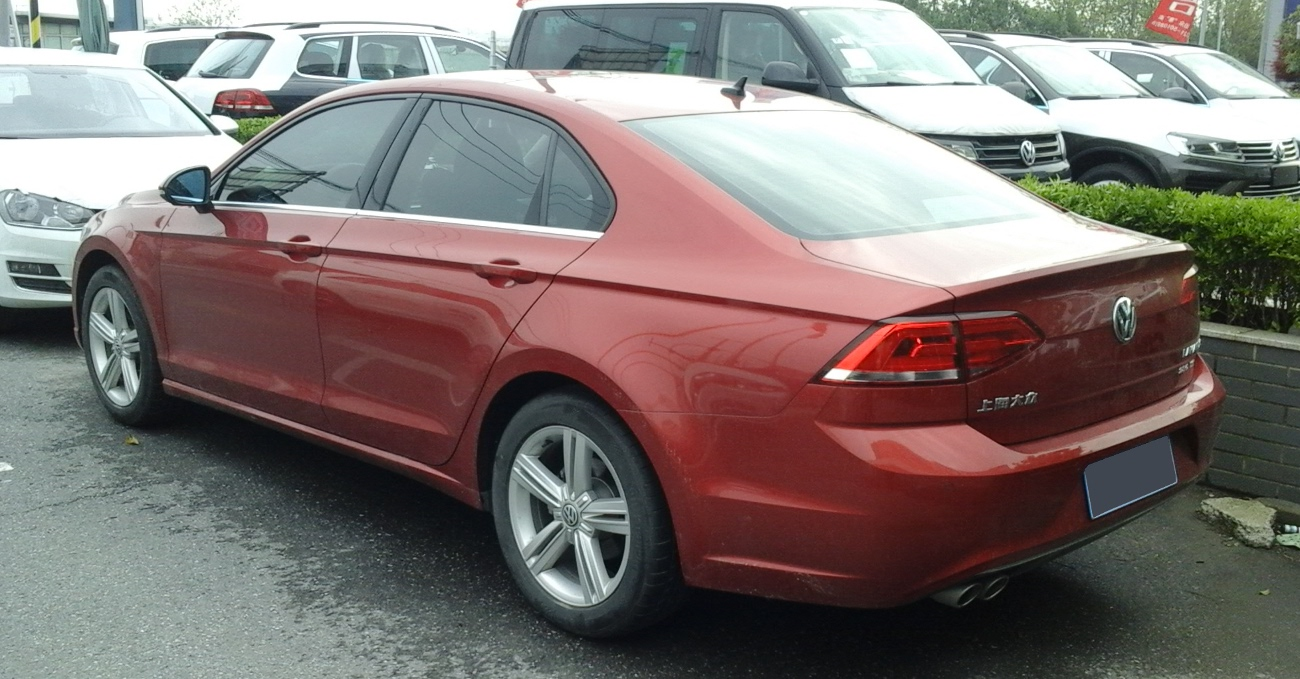
Volkswagen Lamando первого поколения (вид сзади)
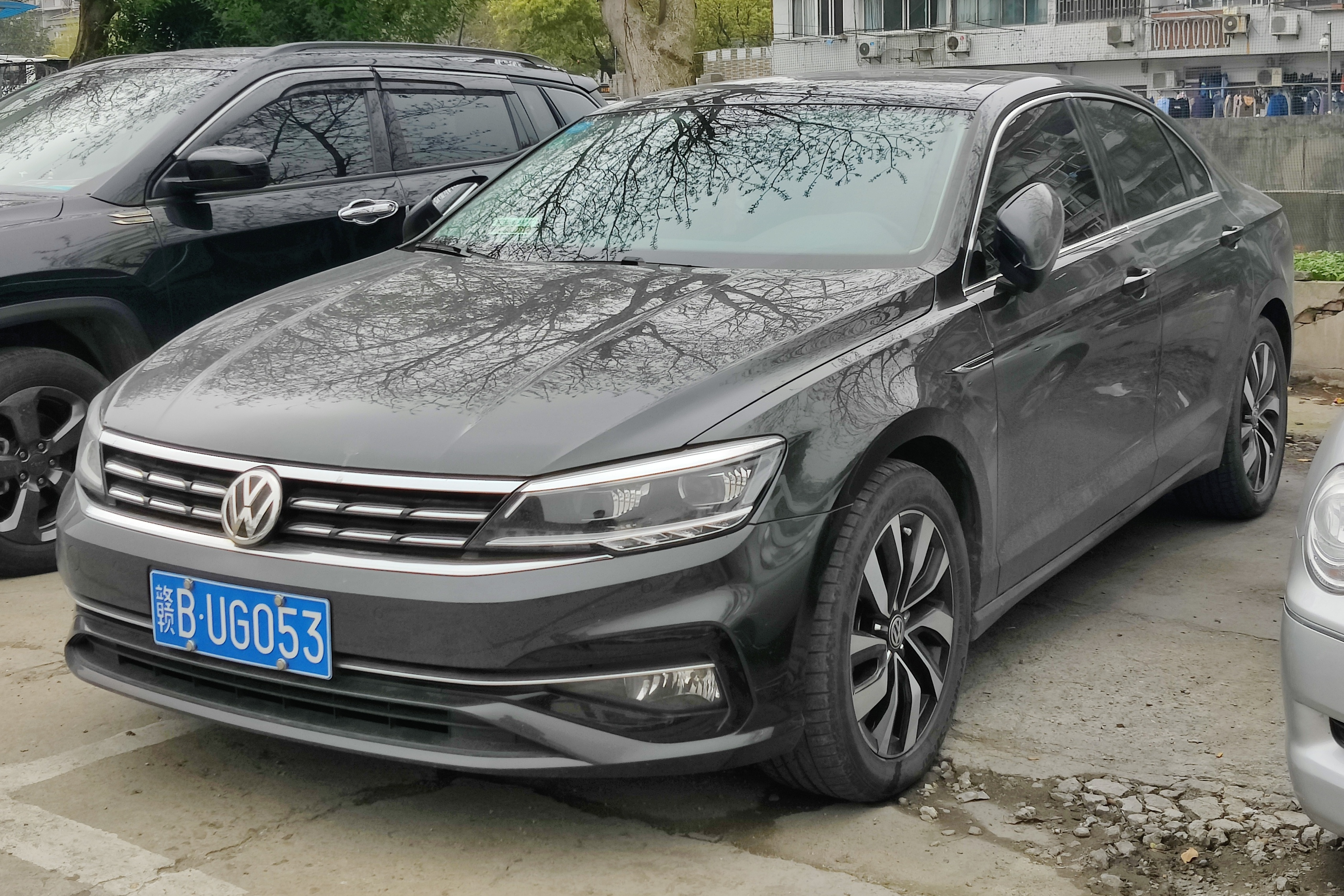
Фейслифтинг Volkswagen Lamando
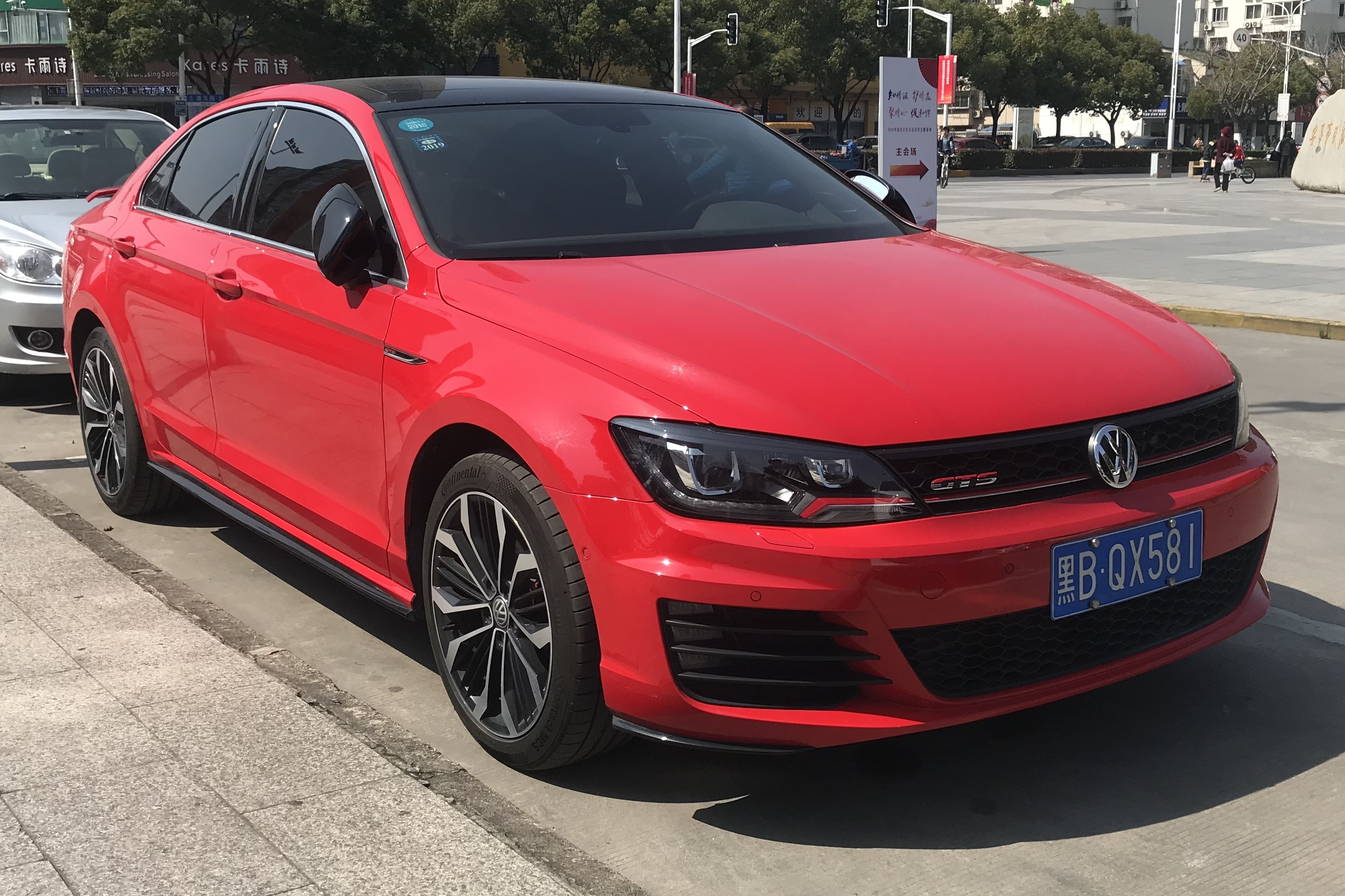
Volkswagen Lamando GTS (вид спереди)
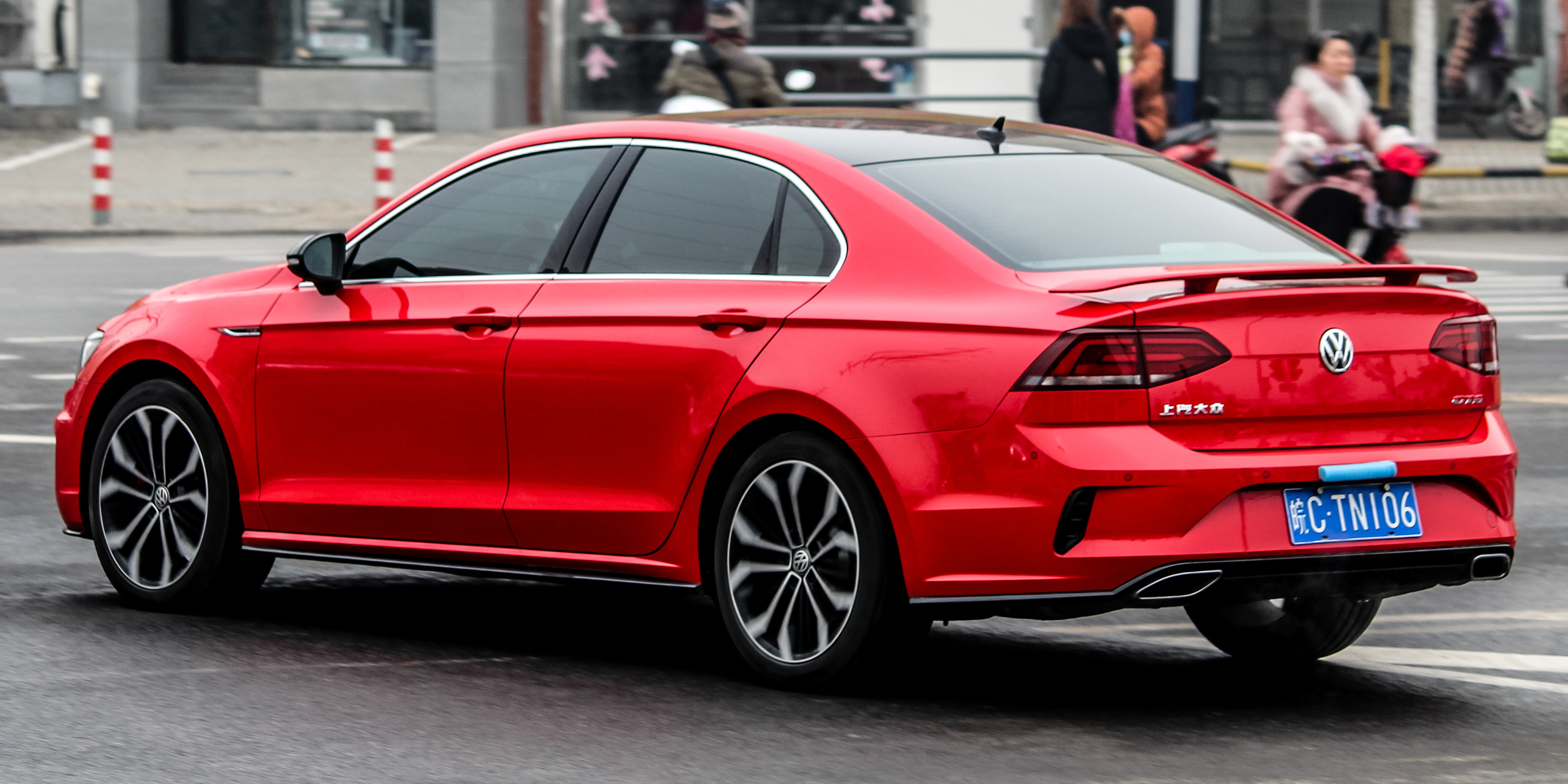
Volkswagen Lamando GTS (вид сзади)
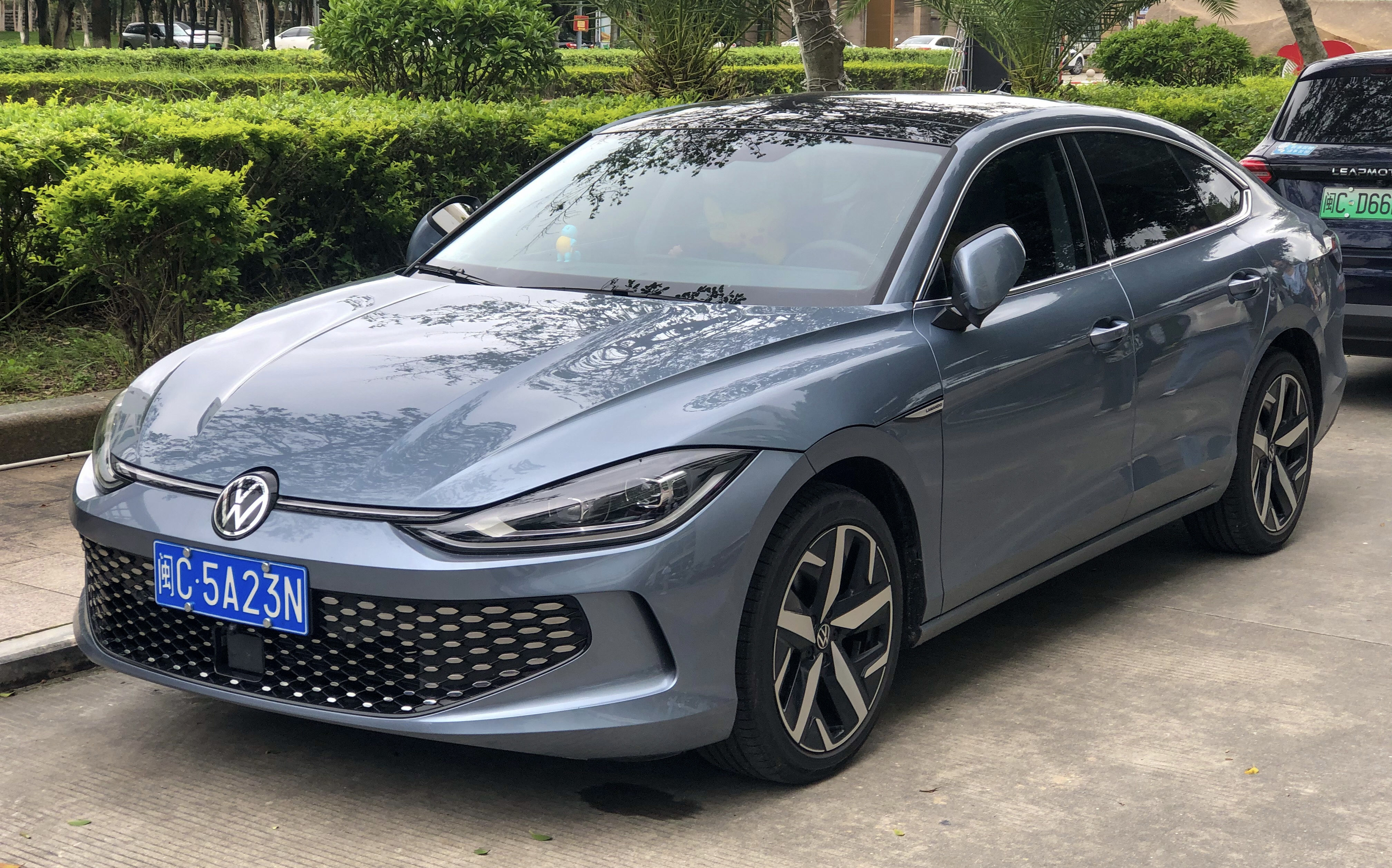
Volkswagen Lamando второго поколения (вид спереди)
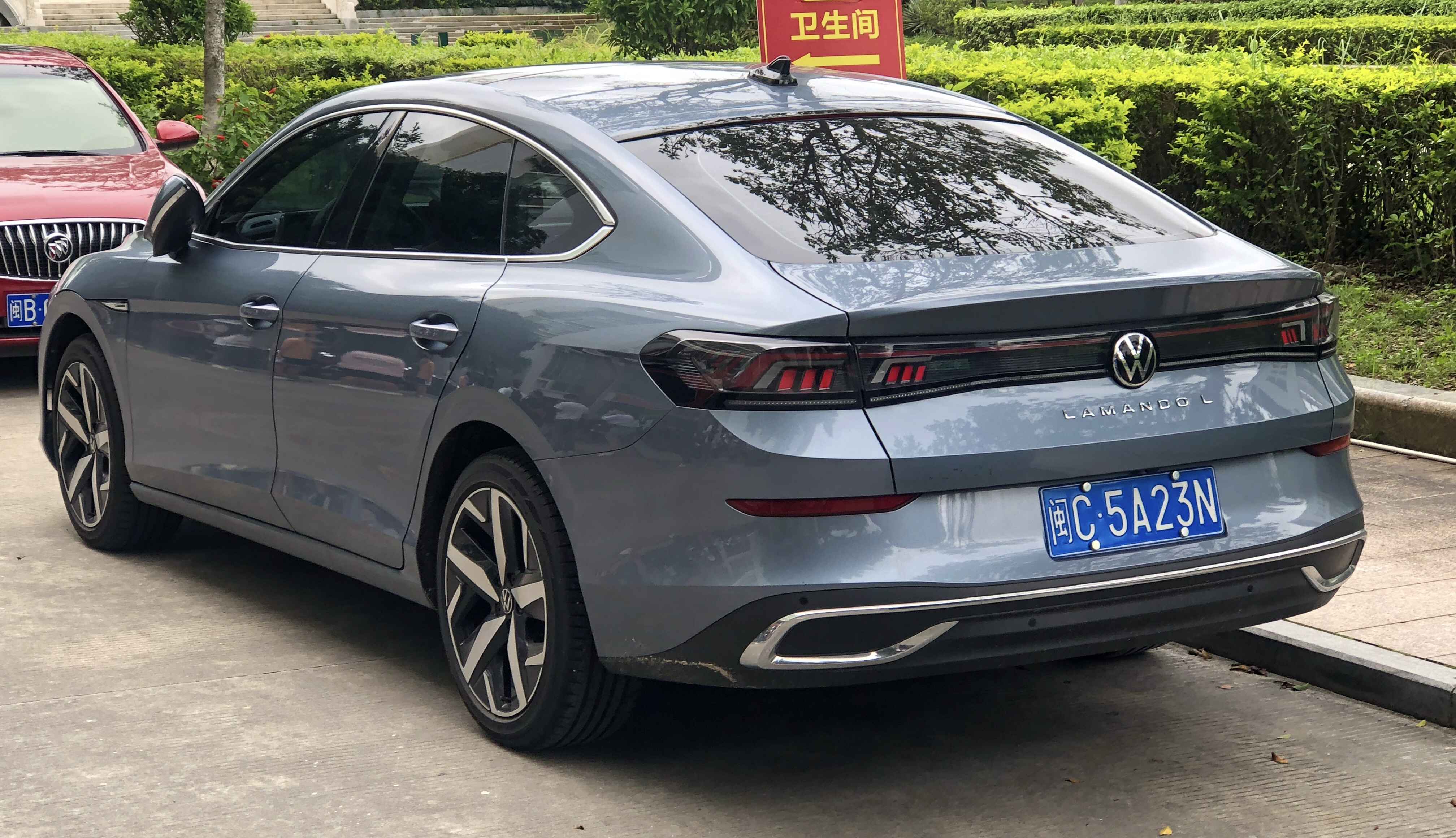
Volkswagen Lamando второго поколения (вид сзади)